# Пинья (Франция)
Пинья (фр. Pigna, корс. Pigna) — коммуна во Франции, находится в регионе Корсика. Департамент коммуны — Верхняя Корсика. Входит в состав кантона Л’Иль-Рус. Округ коммуны — Кальви.
Код INSEE коммуны — 2B231.

## Население
Население коммуны на 2008 год составляло 102 человека.
| 1962 | 1968 | 1975 | 1982 | 1990 | 1999 | 2008 |
| ---- | ---- | ---- | ---- | ---- | ---- | ---- |
| 60   | 60   | 101  | 110  | 92   | 95   | 102  |

## Экономика

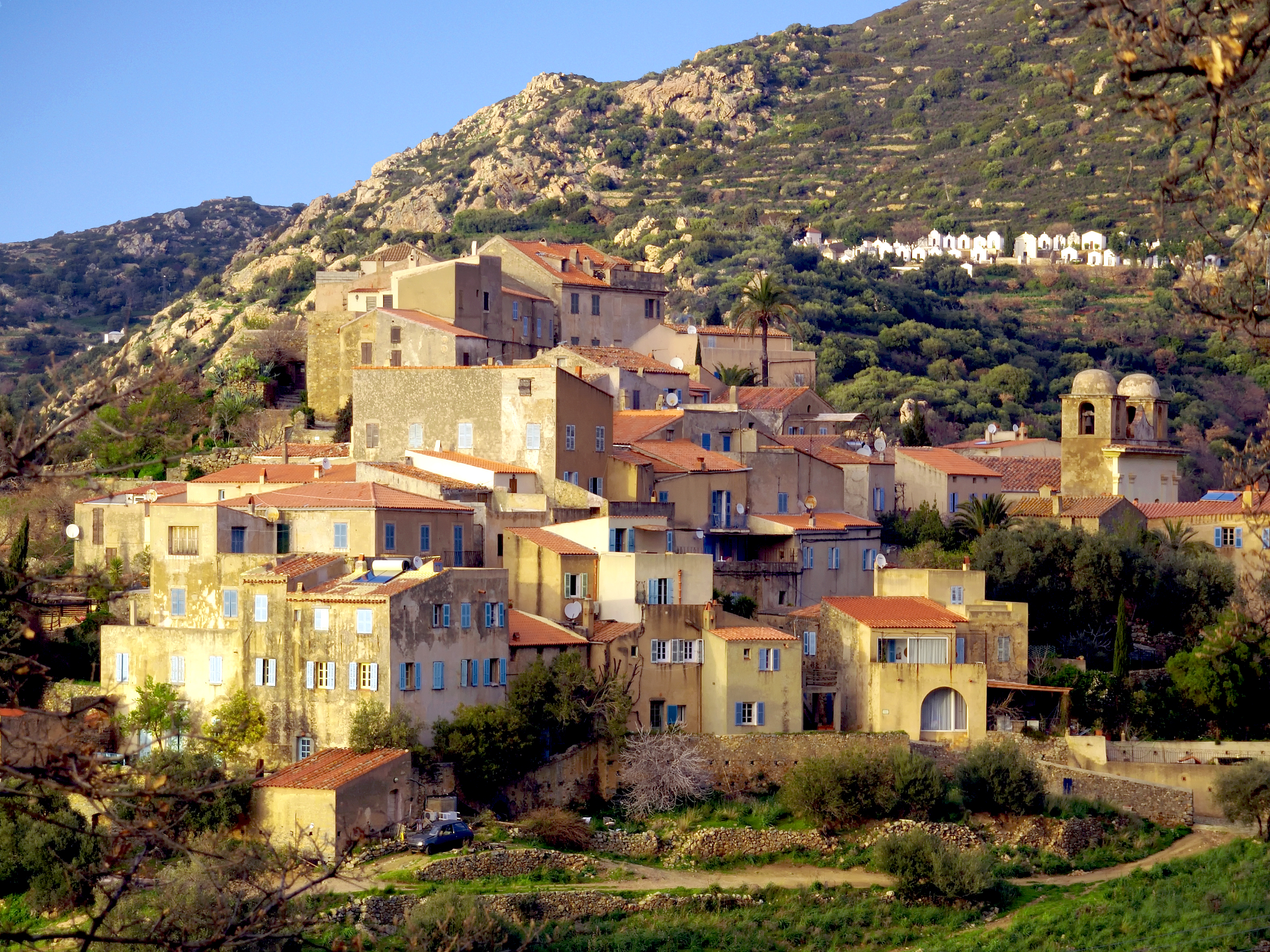
Пинья

В 2007 году среди 63 человек в трудоспособном возрасте (15—64 лет) 40 были экономически активными, 23 — неактивными (показатель активности — 63,5 %, в 1999 году было 71,6 %). Из 40 активных работали 35 человек (18 мужчин и 17 женщин), безработными были 5 мужчин. Среди 23 неактивных 3 человека были учениками или студентами, 4 — пенсионерами, 16 были неактивными по другим причинам.